# Panji (distriktshuvudort)
Panji är en distriktshuvudort i Indonesien.   Den ligger i provinsen Jawa Timur, i den västra delen av landet, 800 km öster om huvudstaden Jakarta. Panji ligger 32 meter över havet och antalet invånare är 42 789.
Terrängen runt Panji är platt. Havet är nära Panji åt nordost. Runt Panji är det tätbefolkat, med 427 invånare per kvadratkilometer. Närmaste större samhälle är Situbondo, 10,1 km väster om Panji. Omgivningarna runt Panji är en mosaik av jordbruksmark och naturlig växtlighet.